# 特雷塞羅峰

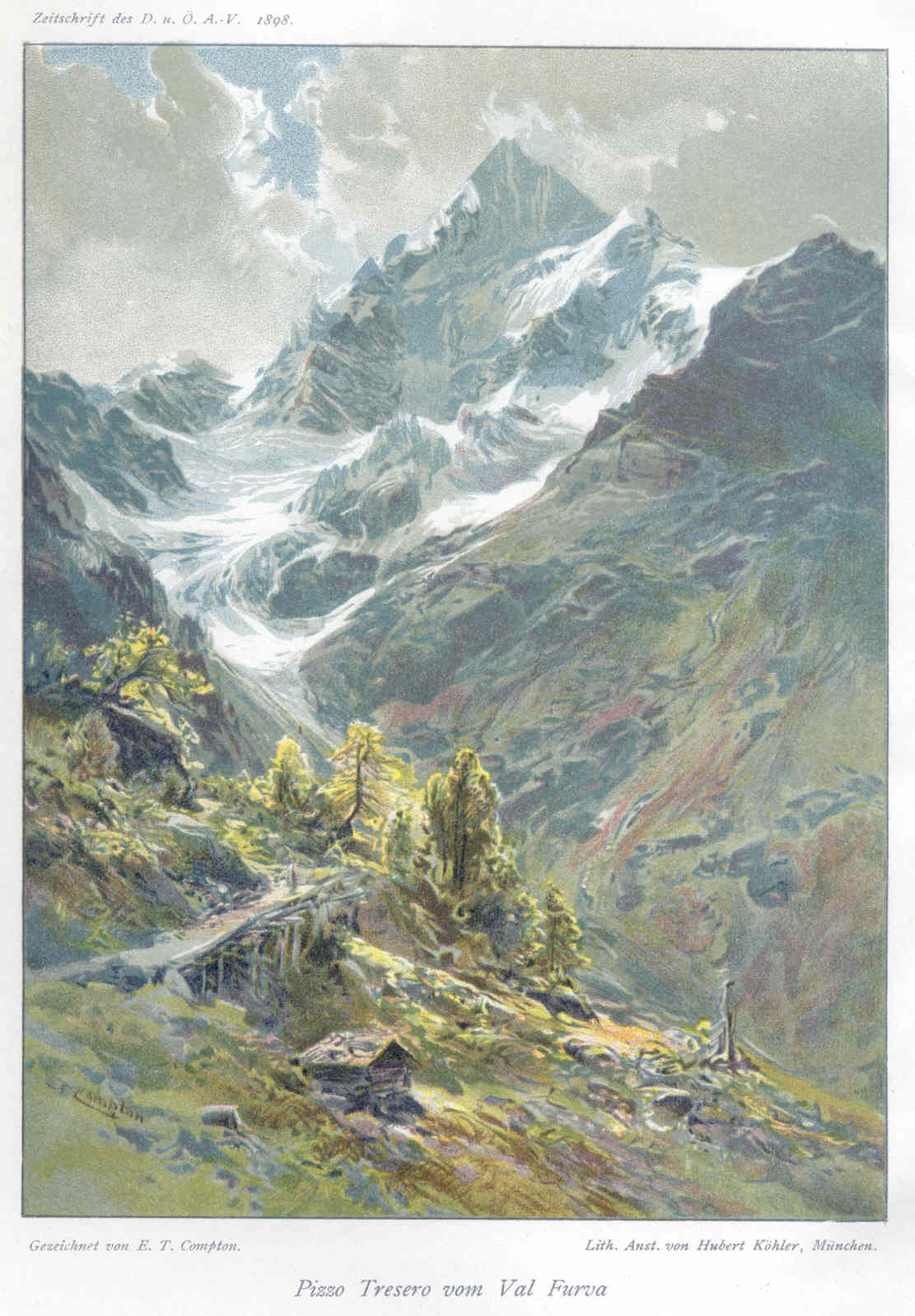

46°23′27″N 10°32′34″E / 46.39083°N 10.54278°E
特雷塞羅峰（義大利語：Pizzo Tresero）是意大利松德里奧省的山峰，位於該國北部，屬於奥特莱斯山的一部分，海拔高度3,594米，人類在1865年6月28日首次登頂。